# Kontrabas
Kontrabas (hovorově basa či barbora) je obvykle čtyřstrunný smyčcový nástroj se strunami laděnými v čistých kvartách: (C/D), E1, A1, D, G (na rozdíl od většiny moderních smyčcových nástrojů, které jsou laděny v kvintách). Má široké využití v klasické hudbě – je nedílnou součástí symfonických i komorních orchestrů a mnoha smyčcových komorních souborů. Velice důležitou roli hraje i v dalších hudebních stylech: jazz, blues, folk, country, bluegrass nebo rock and roll.

## Historie
Kontrabas vznikl na začátku 16. století, kdy se formovala a hlasově rozmnožovala nástrojová skupina viola da gamba. Tehdy se kontrabas nazýval jako violon, či kontrabasová viola da gamba. Také počet strun a ladění byly odlišné. U violonů bylo běžné šesti- i sedmistrunné ostrunění. Jako klasické a oficiální ladění, vycházející z ladění viol da gamba je ladění D1-G-C-E-A-d. V klasicismu pak měl violon především čtyř- nebo pětistrunné ostrunění a užívalo se také tzv. vídeňského ladění F1-A1-D-Fis-A. V době romantismu ztratil violon pražce a užívalo se označení kontrabas. Existovaly také třístrunné kontrabasy, které však svou nepoužitelností brzy zkrachovaly. Dnes je běžné používat čtyř- nebo pětistrunné kontrabasy. Výjimky tvoří kontrabasy šestistrunné.

## Popis

### Zařazení
Dodnes panuje nejednotnost, zda kontrabas patří do houslové, nebo violové rodiny smyčcových nástrojů (violová rodina je odvozena od renesančního nástroje viola da gamba; moderní viola patří do houslové rodiny).
Kontrabas má velmi podobnou stavbu jako viola da gamba (například horní část je výrazně užší než u houslí) a stejně jako ona je laděn v kvartách (housle a příbuzné nástroje jsou laděny v kvintách). Oproti viole da gamba ale nemá na hmatníku pražce, má méně strun a jeho výřezy na horní desce (efa) jsou více podobné houslovým. Z historického hlediska ho však můžeme jednoznačně řadit do violové rodiny. Prvky analogické prvkům houslové rodiny vznikaly vlivem houslových nástrojů v hudbě, kdy se houslaři pokoušeli kontrabas tvarem více připodobnit houslím. Také mnohé tyto snahy jakkoli násilně změnit konstrukci kontrabasu na "houslovou" dopadly neúspěšně.

### Stavba
Na rozdíl od jiných smyčcových nástrojů nebyla stavba kontrabasů standardizována; stavba víceméně osciluje mezi houslemi a gambou. Například spodní deska může být klenutá jako u houslí, rovná jako u gamb nebo jen lehce prohnutá. Stejně jako u ostatních smyčcových nástrojů jsou luby a spodní deska vyráběny z javorového dřeva a horní deska ze dřeva smrkového. Hmatník je nejčastěji zhotoven z ebenového dřeva, ale existují také levnější druhy kontrabasů s lacinějšími druhy dřeva obarvenými na černo. Některé moderní nástroje se stejně jako moderní violoncella vyrábějí z uhlíkových vláken, což značně usnadňuje přepravu (nástroj je tak lehčí a odolnější nárazům), naopak zvukové vlastnosti těchto modelů jsou horší než u tradičních dřevěných variant.
Struny mají oproti jiným smyčcovým nástrojům velmi silné pnutí znesnadňující ladění, proto kontrabas nemá tradiční kolíčky, jeho ladicí mechanika spíše připomíná kytarovou.
Standardní velikost kontrabasu je 3/4. Stejně jako u houslí existují půlové nebo čtvrteční varianty kontrabasů určené pro výuku dětí. 4/4 (Celý) kontrabas se příliš nevyužívá, protože má příliš velkou mensuru a hra je v základních polohách nepohodlná. Kontrabas měří na výšku v průměru 195 cm, půlová varianta 168 cm a čtvrteční 152 cm.

### Smyčec
Při hře na kontrabas se používají dva typy kontrabasových smyčců: německý a francouzský. Liší se v konstrukci i herní technice, v zemích střední Evropy (Německo, Rakousko, Česko, Polsko, Slovensko...) se tradičně hraje německým smyčcem. Francouzský smyčec je těžší a kratší varianta houslového smyčce, technika hry je prakticky stejná jako u violoncella. Německý smyčec má větší žabku (tu část, za kterou se smyčec drží) a na rozdíl od francouzského úchopu dlaň směřuje nahoru. Držení německého smyčce vychází z držení smyčců starých viol da gamba.
Do kontrabasového smyčce se mohou připlétat tmavé žíně (oproti smyčcům ostatních nástrojů, které jsou vždy vyráběny ze světlých žíní). Tmavé žíně, které mají o něco hrubší povrch, umožňují hlasitější tón. Stejně jako u ostatních smyčcových nástrojů se smyčec natírá kalafunou, což zlepšuje přilnavost smyčce ke strunám. Kalafuna pro kontrabasy je měkčí a lepkavější než houslová, taktéž kvůli potřebě co nejsilnějšího tónu.

## Ladění

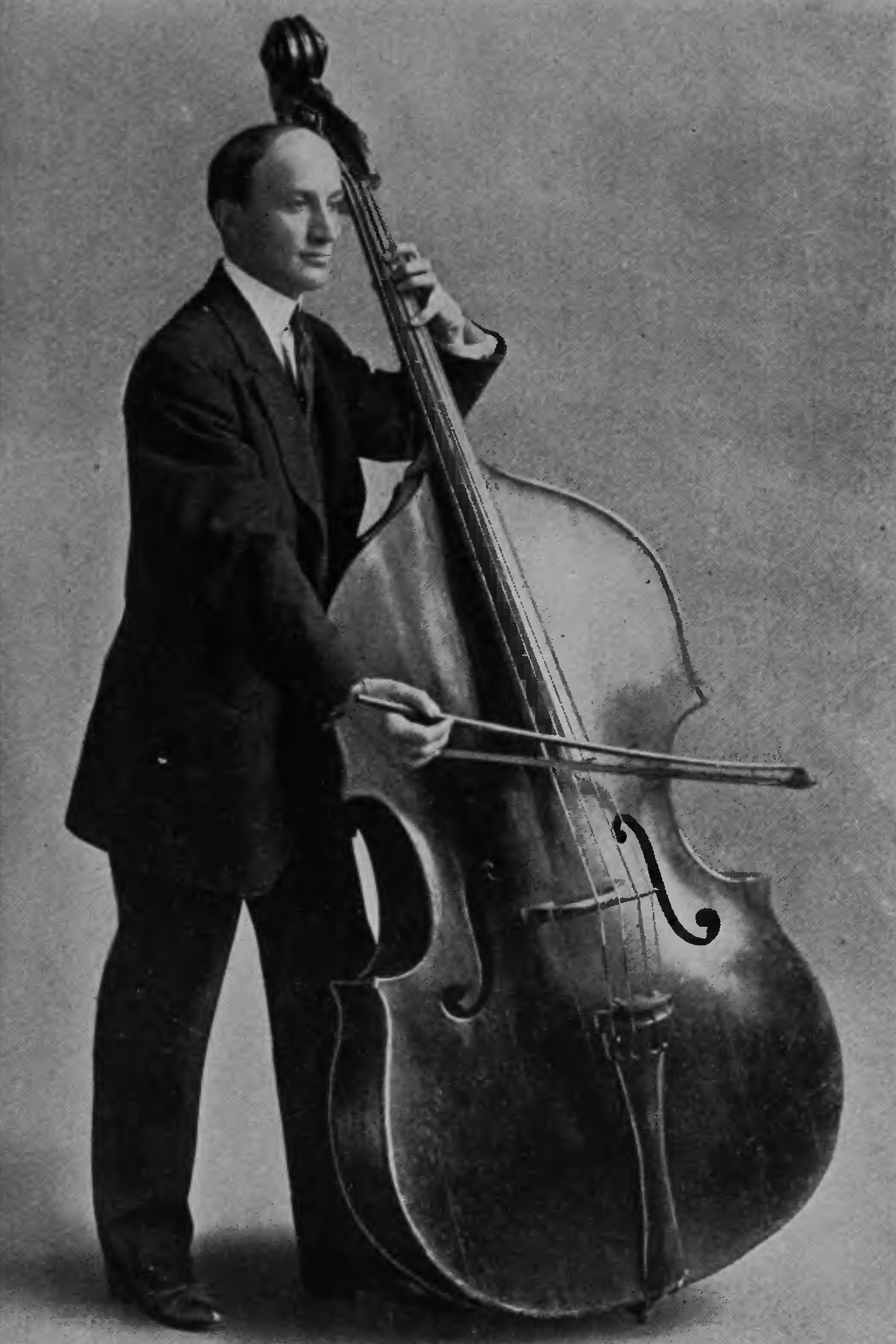
Kontrabasista hrající německým typem smyčce

Kontrabas zní vždy o oktávu níže než v notovém zápisu. Nejčastěji má čtyři struny v kvartovém ladění E1, A1, D, G. Pro symfonické účely se používají také pětistrunné kontrabasy s přidanou nejnižší strunou C1 (kontra C), některé německé varianty mají místo něho H2 (subkontra H).
Při sólové hře je kontrabas často laděn o dva půltóny výše (tzv. sólové ladění): Fis1, H1, E, A, což mu dodá jasnější a brilantnější zvuk. Oproti standardnímu orchestrálnímu ladění se však změní tah strun natolik, že je nutné použít jinou sadu strun. Někteří (zvláště jazzoví) basisté používají kvintové ladění C1, G1, D, A, čili o oktávu níže než u violoncella, což má za následek vyšší hlasitost (struny vibrují v přirozenějších intervalech s menšími vyššími harmonickými frekvencemi a snáze se navzájem rozezvučí).
Některé kontrabasy mají nejnižší strunu laděnou až na kontra C (místo kontra E). Toho se může dosáhnout několika způsoby: nejjednodušší je podladění struny E1 na nejčastěji D1, v případě podladění na C1 je napětí struny již příliš nízké a pak již tón většinou nezní dostatečně. Další možnost je použití struny s laděním na kontra C místo kontra A (viz výše - kvintové ladění) nebo, v Evropě ne často používaná varianta, prodloužení hmatníku tzv. C-extenzí (obrázek vpravo). Ta je buď pouhým prodloužením hmatníku bez jakéhokoliv ovládání a jednotlivé tóny je nutno zde hmatat, což vyžaduje speciální techniku hry, nebo lze jednotlivé tóny nastavit aretačním palcem (viz obrázek vpravo), případně existuje speciální mechanické klapkové ovládání jednotlivých tónů, které je přišroubované podél hmatníku (tzv. Stenholmova nebo Fawcettova C-extenze, rozšířená zejména v USA a Velké Británii). Extenze se staví tak dlouhé, aby tón E1 se nacházel na stejném místě jako u normálního kontrabasu bez extenze, takže hra na zbytku hmatníku se nemění. Zvětšení rozsahu do kontra C je velice výhodné zejména pro orchestrální hru, protože violoncellový part je velice často zdvojován s kontrabasovým (přičemž kontrabasy hrají o oktávu níže) a kontrabasy takto získají týž tónový rozsah jako violoncella, navíc se touto úpravou často zlepší kvalita zvuku kontrabasu, poněvadž krajní struny jsou vůči sobě v kvintovém poměru a lépe spolu rezonují.

## Herní technika

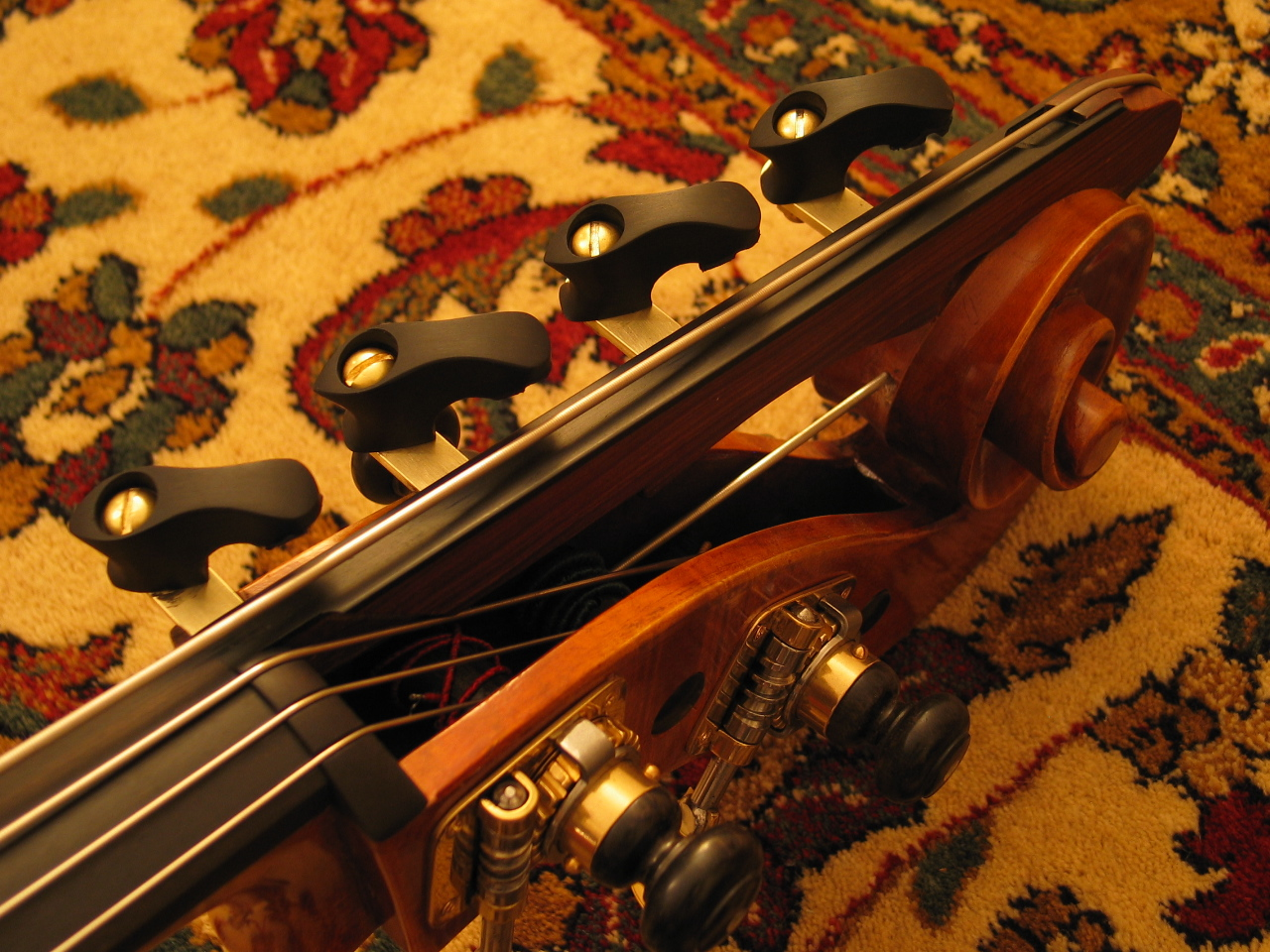
Prodloužení hmatníku na kontra C

Hráč na kontrabas může buď sedět na speciální stoličce, nebo stát. V případě, že hráč sedí na stoličce, levou nohou se opírá o stoličku a pravou nohou o zem. Toto však vzniklo následkem zbytečného zvyšování kontrabasového bodce* a tím pádem hledání co nejvyšší stoličky. Pokud hráč zkrátí bodec kvůli rezonanci a sníží ho na minimum, není potřeba velká stolička a hráč může hrát nohama pevně na zemi.
*Podobně jako u violoncella je kontrabas zakončen vysouvatelným bodcem zakončeným gumovou nebo kovovou špičkou zabraňující sklouznutí.
Herní techniky jsou v podstatě stejné jako u ostatních smyčcových nástrojů, stejně jako u violoncella se používá palcová technika, kdy palec slouží jako pohyblivý pražec a podporuje ostatní prsty při hře. V jazzu se navíc používá tzv. slapování, což je forma pizzicata, které se zahraje tak, aby se struna dotkla hmatníku (tím se docílí perkusivního „bouchnutí“ struny). Na kontrabas je obecně těžší zahrát rychlé a technicky náročné pasáže než např. na housle, protože basové struny jsou silnější a umístěny s větším rozestupem od sebe, také vzdálenost mezi tóny na hmatníku je větší.

## Kontrabas v klasické hudbě
V barokní hudbě měly kontrabasy a violoncella důležitou funkci vedení basového hlasu, tzv. basso continuo. V období klasicismu vznikají první sólové skladby pro kontrabas. Cca od poloviny 18. století se na území tehdejší habsburské říše uplatňuje kontrabas s terc-kvartovým tzv. vídeňským systémem ladění (A1, D, Fis, A). Pro tento nástroj (přezdívaný tehdy violon) byla napsána řada koncertů, např. od J. Spergera, V. Pichla, K. Ditterse či J. K. Vaňhala. Také Joseph Haydn napsal v roce 1763 vůbec první kontrabasový koncert pro vídeňské ladění, který je ale dodnes ztracen. Zapomenuta nesmí být ani Mozartova árie KV 612 „Per questa bella mano“ pro bas a sólový kontrabas. Od vídeňského ladění se ke konci klasicismu upustilo kvůli jeho omezeným možnostem hry.
Významné skladby pro kontrabas v klasické hudbě
Klasicismus
- Giuseppe Antonio Capuzzi - Koncert D dur

- Carl Ditters von Dittersdorf: Koncert č. 2 Es dur
- Franz Anton Hoffmeister: Koncert č. 1 Es dur
- Anton Zimmermann: Koncert D dur
- Johannes Matthias Sperger: Koncert č. 15 D dur, sonáta h moll (T36)
- Jan Křtitel Vaňhal: Koncert Es dur
- Václav Pichl: Koncert č. 1 D dur
- Domenico Dragonetti: 12 valčíků pro sólový kontrabas

Romantismus
- Franz Schubert: Forellenquintett (Kvintet A dur "Pstruh", D 667)
- Camille Saint-Saëns: Karneval zvířat, část Slon
- Sergej Alexandrovič Kusevickij: Koncert fis moll
- Eduard Tubin: Kontrabasový koncert
- Miloslav Gajdoš: Preludium a fuga a moll, Zingaresca pro kontrabas a klavír
- Adolf Míšek: Sonáta č. 1 A dur, č. 2 e moll, č. 3 F dur
- Giovanni Bottesini: Koncert č. 1 fis moll a č. 2 h moll
- Nino Rota: Divertimento concertante
- Reinhold Glier: Introdukce a Tarantella

Velice významnou úlohu má kontrabas v jazzu, je součástí takřka všech jazzových souborů. V poslední době se začal kontrabas v rockové i jazzové hudbě nahrazovat basovou kytarou, která má jiné tónové vlastnosti, ale zní ve stejné výšce a především je možné snadno zvyšovat její hlasitost.